# أربيان مارديني
أربيان مارديني (الاسم العلمي: Anthemis melanacme) هو نوع نباتي يتبع جنس الأربيان من الفصيلة النجمية.

## الموئل والانتشار
الانتشار والموئل في بلاد الشام.